# 中国驻津巴布韦大使列表
本列表为中華人民共和國驻津巴布韦历任大使名录。

## 历任中国驻津巴布韦大使

### 中华人民共和国驻津巴布韦大使（1980年至今）
1980年4月18日津巴布韦独立后，同日即与中华人民共和国建立外交关系。同年，中国开始派遣驻津巴布韦大使。
| 姓名   | 任命           | 任命           | 到任           | 递交国书       | 免职           | 免职           | 离任           | 外交衔级 | 外交职务     | 备注     |
| 姓名   | 全国人大常委会 | 主席           | 到任           | 递交国书       | 全国人大常委会 | 主席           | 离任           | 外交衔级 | 外交职务     | 备注     |
| ------ | -------------- | -------------- | -------------- | -------------- | -------------- | -------------- | -------------- | -------- | ------------ | -------- |
| 石春来 | 1980年4月18日  | 1980年4月18日  | 1980年4月18日  |                | 不適用         | 不適用         | 1980年6月      | 参赞     | 临时代办     | 筹备开馆 |
| 褚启元 | 1980年8月26日  | 不適用         | 1980年6月      | 1980年7月10日  | 1984年7月7日   | 1985年5月7日   | 1984年12月     | 大使     | 特命全权大使 |          |
| 郑耀文 | 1984年7月7日   | 1985年5月7日   | 1985年4月      | 1985年4月16日  | 1988年3月12日  | 1988年6月4日   | 1988年5月      | 大使     | 特命全权大使 |          |
| 宋国清 | 1988年3月12日  | 1988年6月20日  | 1988年7月11日  | 1988年8月10日  | 1991年6月29日  | 1991年9月3日   | 1991年8月      | 大使     | 特命全权大使 |          |
| 顾欣尔 | 1991年6月29日  | 1991年9月3日   | 1991年11月     | 1991年11月7日  | 1995年8月29日  | 1995年12月8日  | 1995年11月7日  | 大使     | 特命全权大使 |          |
| 刘贵今 | 1995年8月29日  | 1995年12月8日  | 1995年12月     | 1995年12月21日 | 1997年11月1日  | 1998年4月2日   | 1998年1月      | 大使     | 特命全权大使 |          |
| 黄桂芳 | 1997年11月1日  | 1998年4月2日   | 1998年4月      | 1998年4月16日  | 1999年12月25日 | 2000年7月26日  | 2000年5月      | 大使     | 特命全权大使 |          |
| 侯清儒 | 1999年12月25日 | 2000年7月26日  | 2000年6月      | 2000年7月5日   |                | 2003年8月25日  | 2003年7月      | 大使     | 特命全权大使 |          |
| 张宪一 |                | 2003年8月25日  | 2003年9月      | 2003年9月18日  | 2006年6月29日  | 2006年12月15日 | 2006年12月     | 大使     | 特命全权大使 |          |
| 袁南生 | 2006年6月29日  | 2006年12月15日 | 2006年12月11日 | 2006年12月14日 | 2009年4月24日  | 2009年8月5日   | 2009年7月      | 大使     | 特命全权大使 |          |
| 忻顺康 | 2009年4月24日  | 2009年8月5日   | 2009年8月18日  | 2009年9月3日   | 2012年2月29日  | 2012年7月31日  | 2012年6月      | 大使     | 特命全权大使 |          |
| 林琳   | 2012年2月29日  | 2012年7月31日  | 2012年7月18日  | 2012年8月23日  | 2015年7月1日   | 2015年11月3日  | 2015年9月      | 大使     | 特命全权大使 |          |
| 黄屏   | 2015年7月1日   | 2015年11月3日  | 2015年10月9日  | 2015年10月14日 | 2018年4月27日  | 2019年4月4日   | 2018年9月      | 大使     | 特命全权大使 |          |
| 郭少春 | 2018年12月29日 | 2019年4月4日   | 2019年3月8日   | 2019年3月14日  |                | 2023年6月13日  | 2022年12月14日 | 大使     | 特命全权大使 |          |
| 周鼎   |                | 2023年6月13日  | 2023年6月1日   | 2023年6月7日   | 现任           |                |                | 大使     | 特命全权大使 |          |